# Majalahti
Majalahti est le 27ème quartier d'Hämeenlinna en Finlande.

## Présentation
Majalahti est situé sur les rives du lac Alajärvi , à six kilomètres à l'ouest du centre-ville. .
Le quartier est principalement couvert de champs et de forêts dans sa partie ouest. 
La route historique Hämeen Härkätie, menant d'Hämeenlinna à Turku traverse Majalahti.
Le quartier dispose de nombreux sentiers de randonnée, ainsi que des pistes de ski de fond en hiver.
Un sentier populaire passant sur le lac Alajärvi quand il est gelé fait le tour d' l'ile Soininsaari. 
Majalahti est limitrophe des quartiers de Loimalahti, Tiirinkoski, la commune voisine de Hattula et l' ancienne commune de Renko, intégrée à Hämeenlinna en 2009.